# Scipione Lentolo
Scipione Lentolo, o Lentulo (Napoli, novembre 1525 – Chiavenna, 28 gennaio 1599), è stato un pastore protestante e teologo italiano.

## Biografia
Diventa monaco a 20 anni e consegue nel 1549 a Venezia il titolo di dottore in teologia. Nel 1555 lascia il monastero per sposarsi. L'Inquisizione lo accusa d'eresia e lo fa imprigionare per due anni. Nel 1557 riesce a fuggire e va a Ginevra dove approfondisce la fede riformata diventando poi pastore evangelico.
Nel 1559 viene chiamato ad assumere la conduzione della comunità di Luserna San Giovanni nelle Valli valdesi in Piemonte. Lì traduce in italiano la confessione di fede valdese, originariamente scritta in francese. Nel 1560 si sposta in Valtellina come pastore della comunità evangelica di Sondrio-Monte e nel 1569 succede a Girolamo Zanchi come pastore della comunità evangelica di Chiavenna fino al 1587. Nel 1596 il governo della Repubblica delle Tre Leghe gli accorda una pensione annua di 6 fiorini.
Scipione Lentolo non eccelle solo nella teologia, ma è autore pure di grammatiche italiane e traduzioni di opere teologiche e storiche. Scrive una storia delle persecuzioni contro i Valdesi e scritti teologici contro gli antitrinitari. Una parte dei suoi scritti è inedita.

## Opere
- Libri di Giovanni Calvino degli scandali, i quali impediscono molti di vivere, (Trad. ted..), MS Stadt- u. Univ.-Bibl. Bern cod A 87.
- Trattato della vitae della monte di Philippo M. di Morney, (Trad. tedesca.), Ms Stadt- u. Univ.-Bib, Bern cod. A 88.
- Historia della morte di Gaspare di Coligny ed. altri signori, (Trad. ted.), Ms Stadt- u. Univ-Bibl. Bern cod. A 89;
- Vita e morte di Saulle e Davide, Ms. Stadt- u. Univ.-Bibl. Bern, cod. A 86.
- Discorso della prosperità et advenita, Ms Stadt- u. Univ-Bibl. Bern, cod. A 93.
- Trattato dell'Antichristo, Ms. Planta-Haus Samaden.
- Italice grammatices praecepta et ratio, Ginevra 1568.[1]
- Responses orthodoxo adversus haereticos, 1592.
- Grammatica italica et gallica, Ginevra 1863, 51627.
- Lettere ad un signore di Geneva, in: J. Léger, Histoire générale des Eglises Evangéliques des Vallées du Piémont ou Vaudoises, Leiden 1689.
- Historia della grandi e crudeli persecutioni contro il popolo Valdese, ed. T. Gay, Torre Pellice 1906.